# Valódi zöldmoszatok

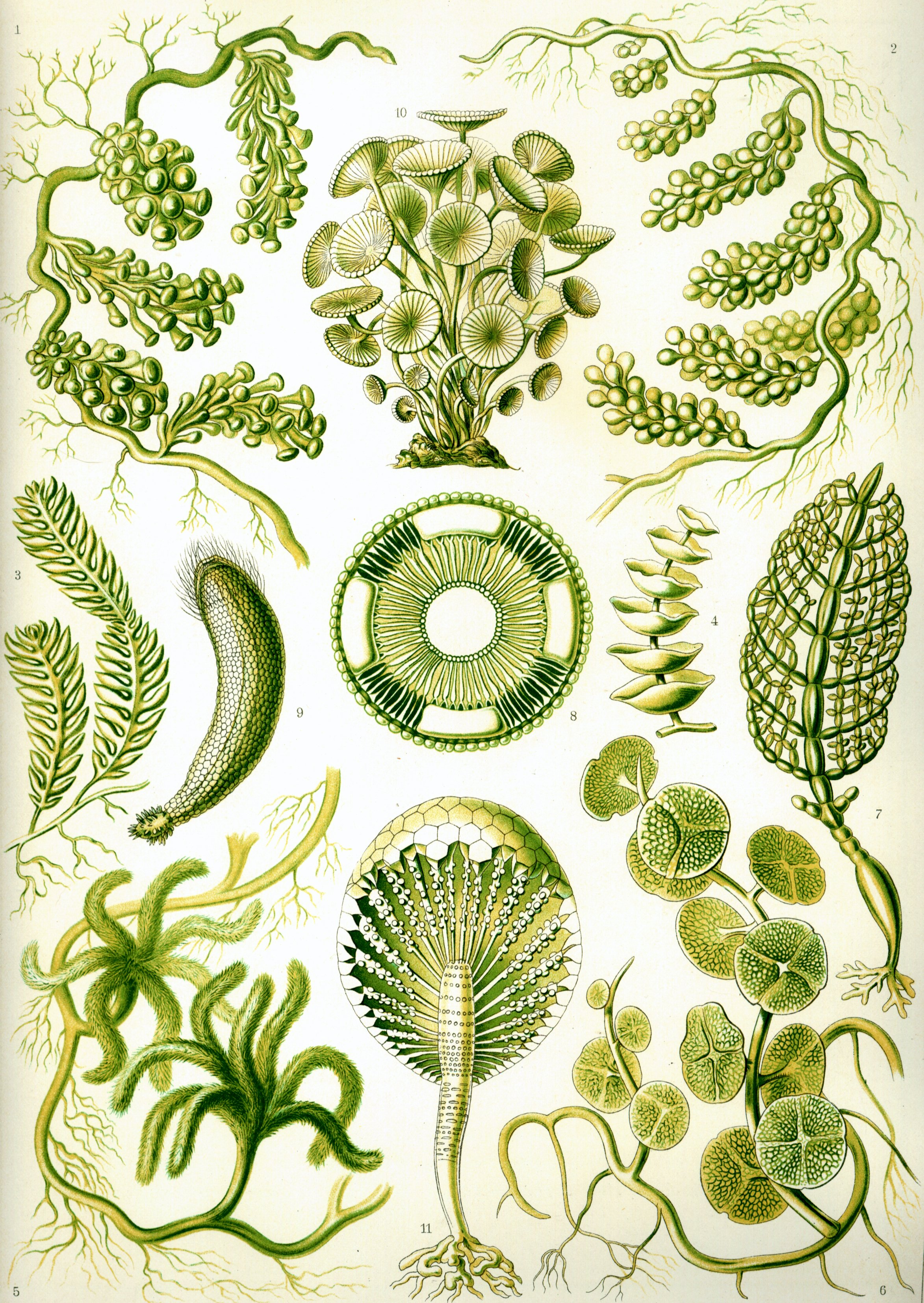
Zöldmoszatok Ernst Haeckel Kunstformen der Natur című könyvéből

A valódi zöldmoszatok (Chlorophyta) a növények országának egy törzse. Korábban a csillárkamoszatokkal (Charophyta) együtt alkották a zöldmoszatok (Chlorophyta) törzsét, ma a zöldmoszatok kifejezés taxonként nem, de a két törzs gyűjtőneveként használatos.

## Leírás
Igen változatos alakú és felépítésű moszatok. Találunk köztük magányosan vagy sejttársulásokban élő egysejtűeket, valamint többsejtűeket is. Vannak egysejtmagvú, azaz monoenergidás és többsejtmagvú, tehát polienergidás sejtűek. A sejtet cellulózból álló sejtfal borítja, amely néha elnyálkásodó, pektintartalmú, néha pedig mész rakódik le benne. Kromatofóráik lemez vagy korong alakúak, klorofillt és xanofillt, néha vörös hematokrómot tartalmaznak. Asszimilációs termékük a keményítő.
Általában vízben és nedves helyen élő szervezetek. Vannak köztük szép számmal planktont alkotó szervek is, amelyek a vízben lebegnek, de vannak köztük iszaplakó, fenéklakó fajok is. Ismeretesek fakérgen, nedves sziklákon élők, más növények felületén élő epifitonok és élőlények belsejében található endofitonok is. Gyakran szerepelnek zuzmók moszattagjaiként is, sőt ismeretes elhalt anyagokon élő szaprofitonok is.

## Szaporodás
Szaporodásmódjuk igen változatos, ivartalan és ivaros is lehet. Ivartalanul szaporodhatnak feldarabolódással, amikor bizonyos teleprészek vagy a sejttartásuk néhány sejtje leválik. Szaporodhatnak vastag falú kitartósejt: az akineta segítségével is. Ha a sejtből a plazma kilép, és új fallal veszi magát körül, ezt aplanospóráknak nevezzük, de szaporodhatnak úgy is, hogy a gyakran külön e célra alakult sejtekben: a zoosporangiumokban egy-két-négy ostoros rajzóspórák jönnek létre.
Ivaros szaporodásuk háromféle lehet:
- Gamétakopuláció Ebben az esetben különnemű gaméták egyesüléséből ún. gametospóra keletkezik. Ebben az esetben mindkét gaméta csillókkal mozog és vagy külsőleg egyformák (izogámia), vagy pedig nagyságbeli különbség van köztük (anizogámia).
- Konjugáció Két mozdulatlan sejt egymás mellé kerül, plazmájuk összeolvad, és így létrejön a zigóta.
- Oogámia Itt az egysejtű ivarszervekben, a gametangiumokban, női ivarszerv esetén az oogóniumban keletkezik a mozdulatlan petesejt, amelyet a hímivarszervben, az anterídiumban keletkező mozgó spermatozoidák által megtermékenyítve létre jön az oospóra.

A zöldmoszatoknál a nemzedékváltakozás is előfordul.